# Viviparus subpurpureus
Viviparus subpurpureus är en snäckart som först beskrevs av Thomas Say 1829.  Viviparus subpurpureus ingår i släktet Viviparus och familjen sumpsnäckor. Inga underarter finns listade i Catalogue of Life.